# Parker Posey
Parker Christian Posey (Baltimore, Maryland, 8. studenog 1968.), američka filmska glumica.

## Vanjske poveznice
- Parker Posey u internetskoj bazi filmova IMDb-u (engl.)
- ParkerPosey.org